# Suika Tenmangu

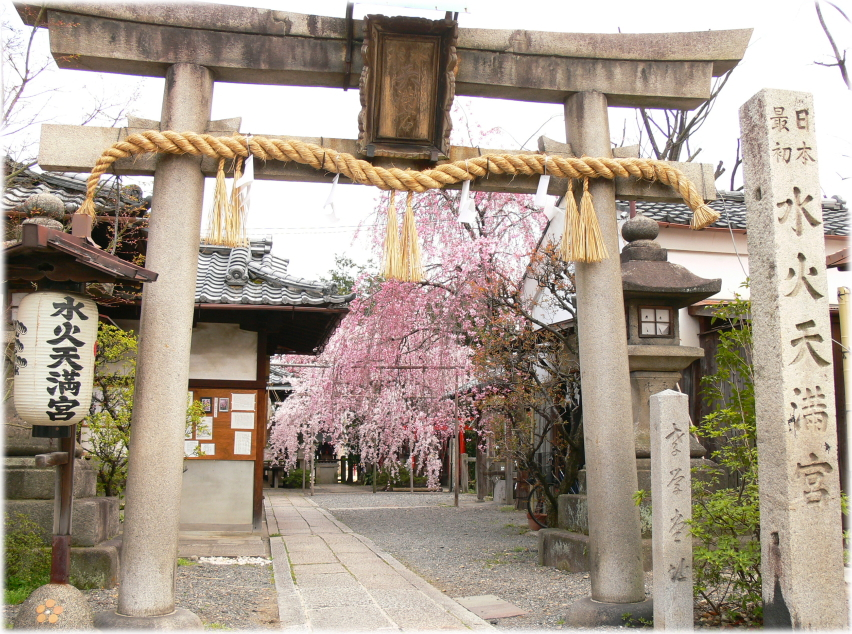
Ingresso del santuario

Suika Tenmangu (水火 天 満 宮) è un piccolo santuario dedicato a Tenjin a Kyoto edificato nel 923. È il primo santuario di Tenjin mai costruito.

## Storia
Il santuario di Suika Tenmangu è dedicato al poeta e politico giapponese Sugawara no Michizane del Periodo Heian.
L'imperatore Daigo, il sessantesimo sovrano della linea imperiale, ordinò l'istituzione del santuario. Con decreto imperiale del 25 giugno 923, il sacerdote Soni Sojo del tempio Enryaku-ji, mentore di Michizane, fu incaricato di costruire un santuario che deificava Michizane con il nome "Suika no Yashiro Tenman Daijin".
Il santuario si chiamava Suika Yashiro Tenjin Tenmangu e divenne il primo Santuario di Tenmangu in Giappone.
Il 10 settembre 1472, il santuario ricevette una visita imperiale dal 104 ° imperatore, Go-Tsuchimikado e quel giorno fu scelto come festività del santuario; successivamente spostato il 10 Ottobre.

## Struttura
Il santuario ha una piccola pianta ed è collocato nella Prefettura di Kyoto vicino ad un'arteria principale della città. All'ingresso sono presente dei Torii, all'interno sono presenti degli alberi di ciliegio che fanno da contorno all'intera struttura.